# 立見里歌
立見 里歌（たつみ りか、1965年11月14日 - ）は、日本のタレント。女性アイドルグループ『おニャン子クラブ』の元メンバーで、会員番号は15番。株式会社ルーグ所属。

## 略歴

### オールナイターズからおニャン子クラブへ
東京都多摩市出身。東海大学政治経済学部卒業。
東海大学1年生の時に、アイドルキャンパスコンテストにて優勝し、ミス東海大学となる。これがきっかけで、フジテレビの『オールナイトフジ』のスタッフより声がかかりオールナイターズのオーディションを受ける。大学在学中に『オールナイトフジ』のオールナイターズとして活躍。「それでは、コマーシャル」と言うべきところがどうしても「コマシャール」になってしまったという逸話がある。見た目以上の体力と大食いを評価され、週に4日はロケをしていたと語っている。以降「鋼鉄ジーグのような体」「わんこそば100杯食べた」などと度々ネタにされていた。当時の中曽根内閣の深夜番組自粛の方針もあり、『オールナイトフジ』は1985年3月30日放送でいったん終了する。
その後フジテレビのプロデューサーから電話があり、話していると「とりあえずメイク室にいって」と言われ、そのまま白い水着を着せられておニャン子クラブのオーディションを受けさせられる。1985年4月19日に『夕やけニャンニャン』（フジテレビ）の『ザ・スカウト アイドルを探せ!』に出場し、歴代のおニャン子メンバーでも最高得点となる142点を獲得して合格。おニャン子クラブの会員番号15番となる。立見は完全にオールナイターズ出身であったため、『ザ・スカウト～』に登場した途端、司会の鶴太郎に「何でお前がこのコーナーに出てるんだよ!」とツッコまれていた。元祖おバカタレント。おニャン子クラブでは樹原亜紀・山本スーザン久美子と並ぶ三大色物キャラの一人とされ、樹原と共に色物路線を貫いた。

### ニャンギラス結成
おニャン子クラブの樹原亜紀・名越美香・白石麻子と共に、"おニャン子最強の飛び道具ユニット"と称される『ニャンギラス』のメンバー（メインボーカル）となり、1986年4月1日にワーナー・パイオニアから『私は里歌ちゃん』でデビュー。同曲はオリコン1位を獲得した。1980年代文化を語る時には欠かせないおニャン子史上最大のノベルティ・ソングであり、「耳障りの良い曲調は元一風堂の見岳章による見事な職人仕事で、立見里歌の歌があまりにも下手というワンギミックのみで押し切っている割には完成度が高い」という評価がある。尚、同ユニットのディレクションはワーナーの中森明菜の制作チームが担当している。
その後も、1986年6月21日に発売されたシングル第2弾『自分でゆーのもなんですけれど』でオリコン1位を獲得。その勢いに乗って1987年3月18日発売の『そんなつもりじゃなかったのに』でソロデビューをしたが、この頃番組自体の勢いが落ちていたこともあり、おニャン子クラブの売り上げ記録ワースト1を記録した。名目上はソロ曲だが、立見の歌があまりにも下手過ぎたため一人ではレコーディングができず、白石麻子らが別のスタジオで歌ったものを被せてどうにか形にしたと証言している。

### おニャン子卒業以降
1987年4月5日におニャン子クラブを卒業後、ポニーキャニオンに入社。おニャン子の解散コンサートの際は既にポニーキャニオンの社員であった。名古屋支社に勤務し、後輩である工藤静香のイベントにも関わった事がある。1991年に結婚後退社。1児の母となる。その後、離婚。父親が経営するシステム関係の会社を手伝った後、広告代理店に入社。主に編集業務を担当する傍らタレントとしても活動をしている。
2006年、『仁義換金』（テレビ東京）に国生さゆりの関係者として出演。ハワイのホテルにおいて国生が観ていたアダルト番組の料金が15万円を越す値段になり、スタッフが「誰だ！？こんなに使ったやつ」とメンバーを問い詰めたところ、国生と同室の福永恵規の二人が、それとなく立見のせいにしたというエピソードを語った。
2007年10月8日放映の『快感MAP』（テレビ朝日）において、ほっしゃん。のコーディネートのもとで横田睦美と再会するシーンに登場した。
2010年10月5日に放送された『超豪華!!スタア同窓会』（日本テレビ）に「おニャン子クラブ」同窓会に出演。
2017年に念願であった無添加コスメ「イポラニ」をプロデュースしている。
2023年12月、元おニャン子メンバーの内海和子、白石麻子と共にライブを開催。「おニャン子は、歌唱力ではなくて、チームワーク。」と語った。
2025年7月に開催された「おニャン子クラブ 結成40周年コンサート」に出演した。

## エピソード

### 石橋貴明とのケンカ
後に、「漢字が読めない」、「歌が下手」などといったおバカ（お笑い）キャラが発覚したほか、「顔が大きい」ととんねるずの石橋貴明によく指摘されていた。1986年6月3日、「火曜ワイドスペシャル」枠にて放送された番組、『おニャン子のアブない夜だよ 生放送』（フジテレビ）の中でVTR出演の石橋が、当時在籍していたおニャン子クラブのメンバーをパネル写真を基に紹介するコーナーで、立見と内海和子のパネルを二つ折りになるほど、拳で殴り紹介した。翌日の『夕やけニャンニャン』のコーナー「新エバッてんじゃねえよ おいにいの逆襲バージョン」本番中に立見が昨日の放送内容に対し石橋に怒りを露にした。また石橋も感情的に応対してとんねるずは番組途中で出演をボイコットした事件が起きた。その結果、その頃には『夕やけニャンニャン』に週1回の出演となっていたとんねるずが出演する曜日は立見が欠席するようになった。このケンカには親友の内海が立見に同調し、とんねるずと顔をあわせないようにしていた。
2006年12月発売の『EX35plus』（光文社）で、1980年代のヒロインの特集が組まれ、立見のインタビュー記事が掲載。「本番中に石橋さんにマジ切れしちゃったこともありました」と回顧。解散後に就職したレコード会社のポニーキャニオンでは、石橋の宣伝担当をしたこともあった。
また、『とんねるずのハンマープライス』（関西テレビ）に立見が（おニャン子クラブとして）ゲスト出演した際、立見の「私の事は覚えてますか？」との質問に対し、石橋は「貴方の事は良く知っています。」と答えた。
2014年7月13日に放送された『さんまのSUPERからくりTV』（TBS）の『芸能人かえうた王決定戦』に元おニャン子クラブとして出演し、替え歌内で「噂された立見・石橋（貴明）不仲説、あれまじ本当」と暴露した。

放送作家の遠藤察男は、『夕やけニャンニャン』最終回での打ち上げでの様子を次のように語っている。

## 音楽

### シングル
- そんなつもりじゃなかったのに / 立見の青春（1987年3月18日）

## メディア出演

### テレビ
- メレンゲの気持ち（2000年4月1日、日本テレビ）
- あの人は今!?（2000年12月30日・2001年4月5日・10月5日・2002年3月27日、日本テレビ）
- クイズ赤恥青恥 スペシャル（2002年4月12日、テレビ東京）
- 壮絶バトル!花の芸能界 第12弾（2002年9月21日、日本テレビ）
- 仁義換金（2006年9月15日・22日、テレビ東京）
- 快感MAP（2007年10月8日、テレビ朝日）
- 大胆MAP スペシャル（2009年1月11日、テレビ朝日）
- 超豪華!!スタア同窓会（2010年10月5日・2011年4月5日、日本テレビ）
- 中居正広の怪しい噂の集まる図書館（2012年7月3日、テレビ朝日）
- 1番ソングSHOW 伝説のドラマ主題歌&幻のアイドル大捜索!最強2本立てSP（2014年1月22日、日本テレビ）
- カスペ! 今でもスゴい女性芸能人第2の人生すべて見せますSP（2014年7月8日、フジテレビ）
- さんまのスーパーからくりTV かえうたSP（2014年7月13日、TBS）
- いま会いたい！華麗に変身アイドルビフォーアフター（2014年9月22日、テレビ朝日）
- 駆け込みドクター!運命を変える健康診断 （2015年5月31日、TBS）
- 爆報! THE フライデー（2015年7月10日・2016年2月26日・2019年9月20日、TBS）
- バイキング（2015年9月2日、フジテレビ）
- 金曜プレミアム キテレツ人生！何でこうなった！？（2017年1月27日、フジテレビ）
- 歌え!昭和のベストテン（2017年4月22日・29日、BS日テレ）
- 今日は一日○○三昧 第179回「今日は一日＂秋元康ソング"三昧」（2017年5月3日、NHK）
- 華麗なるタレント変遷史（2017年5月、テレビ朝日）
- 有吉反省会（2017年7月22日・29日・8月5日、日本テレビ）
- クイズ!脳ベルSHOW（2017年12月21日・22日、2018年11月7日・8日、BSフジ）
- やり直して儲けた人 高田純次と平野ノラTV初タッグコンビが大暴れSP!（2018年9月15日、テレビ朝日）
- ママこの人連れて来た！（2019年12月6日、BS12）[18]

### ラジオ
- 今日は一日＂秋元康ソング"三昧（2017年5月3日、NHK-FM）
- 吉田照美 飛べ!サルバドール（2017年2年22日、文化放送）
- 加藤裕介の横浜ポップJ（2017年2月21日、ラジオ日本）
- Time will kiss〜カイロスの接吻（2017年11月26日・12月3日、全国コミュニュティーラジオ）

### CM
- サントリー「BOSS」贅沢微糖（2010年）